# Aclyvolva
Aclyvolva is een geslacht van weekdieren uit de klasse van de Gastropoda (slakken).

## Soorten
- Aclyvolva granularis Ma, 1986
- Aclyvolva lamyi (F. A. Schilder, 1932)
- Aclyvolva lanceolata (G. B. Sowerby II, 1848)
- Aclyvolva nicolamassierae Fehse, 1999